# Festival otrlého diváka
Festival otrlého diváka (zkratka FOD) je český filmový festival, pořádaný od roku 2005. Zaměřuje se zejména na brakové a bizarní filmy, pornografii či horory proslulé svou šokantností. Festival je od svého založení spojen s pražským kinem Aero, jeho ozvěny jsou však i v Brně, Hradci Králové či Olomouci.

## Historie
Festival otrlého diváka vznikl jako nápad dramaturga Davida Čeňka a spoluzakladatele pražského kina Aero Iva Anderleho po Čeňkově návratu z Mezinárodního filmového festivalu v San Sebastiánu, kde viděl film Růžový plameňáci z roku 1972. První ročník proběhl od 10. do 12. března 2005 v kině Aero a uvedl horory Smrtelné zlo, Kanibalové, avantgardní pornosnímek Svatební váza či český film Kameňák 3.
Na čtvrtém ročníku festivalu v roce 2008 se poprvé objevil v programu dvouhlasý simultánní překlad, konkrétně u filmů Hvězdná srážka a Hluboké hrdlo. Na pátém ročníku se objevila další novinka, v brněnském klubu Fléda se od 22. do 24. února promítal výběr sedmi filmů z programu FOD. O rok později, v roce 2010, byly filmy z festivalu promítány v Hradci Králové, Jablonci nad Nisou, Olomouci, Uherském Hradišti, Ústí nad Labem a slovenském Prešově. Zároveň byly filmy z festivalu promítány na Letní filmové škole v Uherském Hradišti jako součást sekce Půlnoční delikatesy.
V roce 2013 mezi festivaly uspořádalo kino Aero tzv. Dušičkový speciál, kdy uvedlo čtyři hororové filmy. Tím byla také určena tradice pro podzimní promítání, které se od roku 2015 nazývá Podzimní sklizeň. V roce 2014 proběhl jubilejní desátý ročník festivalu, na kterém proběhlo promítání filmu Růžový plameňáci. Další speciální projekce pak proběhla v únoru 2018, kdy kino Aero slavilo 20 let své existence. Během pandemie covidu-19 nemohl proběhnout festival ve své tradiční formě, festivalové filmy byly ale nahrány na platformu Moje kino live a od podzimu 2020 do léta 2021 ve virtuálním prostoru uskutečnilo devět projekcí. První promítání v kině se konalo v říjnu 2021 v rámci Podzimní sklizně.
V roce 2023 bylo tématem FOD mateřství.

## Popis
Festival otrlého diváka je zaměřený na brakové a bizarní filmy, pornografii či horory proslulé svou šokantností. Sami pořadatelé a pořadatelky festival definují takto:
| „                         | Otrlec je synonymem pokleslosti, nevkusu, braku a zábavy za hranicí tuctovosti – ve všech možných významech těchto slov. | “ |
| — Festival otrlého diváka | |   |

Každý rok je k festivalu jiná znělka, které vyrábí organizátorstvo FOD a která tematicky souvisí s ročníkem. 